# Škriljevec
Škriljevec falu Horvátországban Varasd megyében. Közigazgatásilag Ivanechez tartozik.

## Fekvése
Varasdtól 10 km-re délnyugatra, községközpontjától 13 km-re keletre az Ivaneci-hegység északi részén fekszik.

## Története
A falunak 1857-ben 172, 1910-ben 288 lakosa volt. 1920-ig Varasd vármegye Ivaneci járásához tartozott. 2001-ben 73 háztartása és 268 lakosa volt.

## Külső hivatkozások
- Ivanec város hivatalos oldala
- Az ivaneci turisztkai egyesület honlapja